# Ptačí oblast Komárov
Komárov je ptačí oblast soustavy Natura 2000 v okrese Pardubice v Pardubickém kraji. Území leží v Východolabské tabuli, přibližně mezi Holicemi a Dolní Rovní. Vyhlášeno bylo 31. prosince 2004 k ochraně kalouse pustovky, motáka pilicha a jejich biotopů.

## Přírodní poměry
Ptačí oblast letí v okrese Pardubice a zasahuje do správních území obcí Dašice, Dolní Roveň, Dolní Ředice, Holice, Horní Ředice, Lány u Dašic, Ostřetín a Sezemice. V geomorfologickém členění Česka je součástí celku Východolabská tabule a nachází se v nadmořské výšce 226–265 metrů. Její rozloha je 2030,75 hektaru. Většinu území tvoří zemědělské pozemky (2013 hektarů), dále lesní pozemky (devět hektarů), zastavěná plocha (3,3 hektaru), vodní plochy (1,9 hektaru) a ostatní pozemky.

## Fauna
Lokalita slouží jako hromadné nocoviště (místo denního odpočinku) kalouse pustovky (Asio flammeus) a motáka pilicha (Circus cyaneus). Příležitostně na ní také hnízdí kalous pustovka a moták lužní (Circus pygargus). Pravidelně je doloženo hnízdnění ťuhýka obecného (Lanius collurio), pěnice vlašské (Sylvia nisoria), čejky chocholaté (Vanellus vanellus) a motáka pochopa (Circus aeruginosus). Při vhodných podmínkách ji při tahu využívají dravci, bahňáci a jeřáb popelavý (Grus grus).
Kalous pustovka i moták pilich lokalitu využívají ve větším počtu obvykle v období od října do konce března. Využívají dostatku potravy a plošně omezená místa se vzrostlou vegetací, která jim poskytují úkryt a zároveň umožňují přehled o okolí. Vegetační kryt, který oba druhy vyhledávají, by měl mít charakter bylinného porostu s minimální výškou 40–50 centimetrů. Okolní nízké travní porosty a sklizená pole slouží k lovu kořisti.